# Hörningsholm (äpple)
Hörningsholm är en äppelsort av okänt ursprung. Äpplets skal är grönt och rött, och köttet är fast och saftigt. Hörningsholm mognar i oktober håller sig vid bra förvaring till december. Äpplet passar både som ätäpple såsom köksäpple. I Sverige odlas Hörningsholm gynnsammast i zon 1–3.